# 밀레니엄 생태계 평가
밀레니엄 생태계 평가(Millennium Ecosystem Assessment, MA)는 2000년 유엔 사무총장 코피 아난이 요청하여 인간이 환경에 미치는 영향에 대한 주요 평가로, 2001년에 시작되어 1,400만 달러 이상의 보조금을 받아 2005년에 발표되었다. 인간이 생태계로부터 얻는 혜택인 생태계 서비스라는 용어가 대중화되었다.

## 역사
1990년대에는 UNEP 생물 다양성 협약과 사막화 방지 협약과 같은 국제 협약에서 글로벌 과학적 생태계 평가의 필요성이 확인되었다. 환경 정책에는 거의 영향을 미치지 않으면서 자원 경제학의 발전이 있었다. 1998년 11월 UNEP, NASA, 세계은행은 "지구 보호, 미래 보장: 지구 환경 문제와 인간 요구 간의 연계"라는 제목의 연구를 발표했다. 2001년에 밀레니엄 생태계 평가가 4년에 걸친 작업으로 시작되었다. 95개국에서 1300명 이상의 기고자가 저자로 참여했다.

## 같이 보기
- 환경 문제
- 자연보전
- 지속 가능성
- 생태계와 생물 다양성의 경제학
- 성장의 한계